# The Chase (Garth Brooks)
| Recensione | Giudizio |
| ---------- | -------- |
| AllMusic   |          |

The Chase è il quarto album in studio dell'artista country statunitense Garth Brooks, pubblicato nel 1992. L'album ha venduto circa 10 milioni di copie nel mondo (9 solo negli Stati Uniti, dove è stato certificato nove volte disco di platino).

## Tracce
1. We Shall Be Free (Stephanie Davis, Garth Brooks) – 3:48
2. Somewhere Other Than the Night (Kent Blazy, Brooks) – 3:12
3. Mr. Right (Brooks) – 2:01
4. Every Now and Then (Buddy Mondlock, Brooks) – 4:16
5. Walkin' After Midnight (Alan Block, Don Hecht) – 2:33
6. Dixie Chicken (Lowell George, Martin Kibbee) – 4:25
7. Learning to Live Again (Don Schlitz, Davis) – 4:06
8. That Summer (Pat Alger, Sandy Mahl-Brooks, Brooks) – 4:47
9. Something With a Ring to It (Aaron Tippin, Mark Collie) - 2:33
10. Night Rider's Lament (Michael Burton) – 4:05
11. Face to Face (Tony Arata) – 4:26

## Classifiche
| Classifica (1992) | Posizione raggiunta |
| ----------------- | ------------------- |
| Stati Uniti       | 1                   |